# Franz Stieger
Franz Stieger (Greiz (Turíngia), 27 de novembre de 1860 - [...?]) fou un organista i compositor alemany.
Es graduà en el Seminari de la seva ciutat nadiua el 1880 i des d'aquest any fins al 1883 fou mestre d'escola, estudiant música després en el Conservatori de Leipzig. De 1904 a 1910 fou kantor a Simbach, i des de 1911 fou kantor i organista de la Versöhnungskirche de Dresden.
Entre les seves composicions hi figuren:
- Sonata per a piano;
- 2 sonates per a violí;
- Quartet i trío, per a piano, clarinet i saxofon;
- Rapsòdia, per a solos, cors i orquestra;
- Motets i melodies vocals...